# Ишханян, Давид Рубенович
Давид Рубенович Ишханян (арм. Դավիթ Ռուբենի Իշխանյան; род. 27 декабря 1958, Ашан, Нагорно-Карабахская автономная область) — государственный и общественный деятель непризнанной Нагорно-Карабахской Республики (НКР). Председатель Национального собрания НКР (2023), временно исполняющий обязанности Президента НКР (2023). Трижды избирался в парламент НКР. Член партии «Дашнакцутюн».

## Биография
Родился 27 декабря 1968 года в селе Ашан Мартунинского района Нагорно-Карабахской автономной области Азербайджанской ССР. Выпускник местной сельской школы, где завершил обучение в 1985 году. Окончил историко-юридический факультет Степанакертского педагогического института по специальности «история и юриспруденция» (1992). С 1987 году по 1988 года проходил срочную службу в рядах советской армии.
В конце 1980-х поддерживал Карабахское движение. Являлся членом студенческого отряда. В 1989 года вступил в партию «Дашнакцутюн». В 1991 году был избран депутатом Национального собрания Нагорно-Карабахской Республики первого созыва. Во время Первой карабахской войны служил в Армии обороны НКР. Являлся командиром батальона № 28 Мартунинского района. После демобилизации в 1995 году, стал директором школы в родном селе, где работал на протяжении следующих пяти лет.
С 2000 по 2005 год являлся руководителем общины села Ашан. С 2007 по 2021 год был представителем «Дашнакцутюн» в Нагорном Карабахе. На выборах 2015 года был избран депутатом парламента НКР по мажоритарному избирательному округу. В течение двух лет возглавлял парламентскую фракцию «Дашнакцутюн». Являлся членом комиссии по финансово-бюджетным вопросам и экономическому управлению.
В 2020 году вновь был избран депутатом Национального собрания НКР, но на этот раз по списку партии «Дашнакцутюн». На президентских выборах в НКР, состоявшихся в 2020 году, Ишханян был выдвинут партией «Дашнакцутюн» и занял четвёртое место в первом туре. В марте 2022 года стал членом бюро партии «Дашнакцутюн». 7 августа 2023 года Ишханян был избран председателем Национального собрания Карабаха.

### Арест
3 октября 2023 года, по данным агентства Азери-Пресс, был задержан Службой государственной безопасности Азербайджана вместе с другими бывшими руководителями НКР и доставлен в Баку.
5 октября 2023 года Сабаильский районный суд г. Баку на 4 месяца арестовал бывших руководителей НКР, в том числе и Давида Ишханяна, Службой государственной безопасности были выдвинуты обвинения по ряду статей Уголовного кодекса Азербайджана.
17 января 2025 года стартовал судебный процесс над Ишханяном и рядом других бывших представителей военно-политического руководства НКР.

## Награды и звания
- Орден Боевого креста 1-й степени (4 мая 2012)[1]
- Медаль Мхитара Гоша (16 февраля 2018)[1]

## Личная жизнь
Женат, воспитывает троих детей.